# Tramway de Nagasaki
Le tramway de Nagasaki est le réseau de tramways de la ville de Nagasaki, au Japon. Il est exploité par la compagnie Nagasaki Electric Tramway (長崎電気軌道, Nagasaki Denki Kidō) et comporte cinq lignes commerciales.

## Historique
La première ligne de tramway ouvre le 16 novembre 1915.

## Caractéristiques

### Réseau
Le réseau fait un total de 11,5 km. Il se décompose en 5 tronçons :
| Ligne                  | Nom japonais | Terminus                       | Longueur (km) |
| ---------------------- | ------------ | ------------------------------ | ------------- |
| Ligne principale       | 本線         | Sumiyoshi - Sōfukuji Temple    | 6,9           |
| Branche d'Akasako      | 赤迫支線     | Sumiyoshi - Akasako            | 0,4           |
| Branche de Sakuramachi | 桜町支線     | Nagasaki Station - City Hall   | 0,9           |
| Branche de Hotarujaya  | 蛍茶屋支線   | Nishihamano-machi - Hotarujaya | 2,2           |
| Branche d'Ōura         | 大浦支線     | Shinchi Chinatown - Ishibashi  | 1,1           |

|  |

### Ligne commerciales
Il existe cinq lignes régulières actuellement en service. Cependant, la ligne 2 ne réalise que deux trajets par jour, en soirée. Il existe également d'autres lignes temporaires.
| Ligne | Nom japonais | Trajet |
| ----- | ------------ | --- |
| 1     | 1系統        | Akasako - (Branche d'Akasako) - Sumiyoshi - (Ligne principale) - Sōfukuji Temple                                                                                |
| 2     | 2系統        | Akasako - (Branche d'Akasako) - Sumiyoshi - (Ligne principale) - Nishihamano-machi - (Branche de Hotarujaya) - Hotarujaya                                       |
| 3     | 3系統        | Akasako - (Branche d'Akasako) - Sumiyoshi - (Ligne principale) - Nagasaki Station - (Branche de Sakuramachi) - City Hall - (Branche de Hotarujaya) - Hotarujaya |
| 4     | 4系統        | Hotarujaya - (Branche de Hotarujaya) - Hamano-machi Arcade - Kankō-dōri - (Ligne principale) - Sōfukuji Temple                                                  |
| 5     | 5系統        | Hotarujaya - (Branche de Hotarujaya) - Nishihamano-machi - (Ligne principale) - Shinchi Chinatown - (Branche d'Ōura) - Ishibashi                                |

## Matériel roulant
Au 1er avril 2018, la société dispose de 75 tramways répartis sur 22 modèles différents. Les plus récents sont les séries 3000 et 5000.

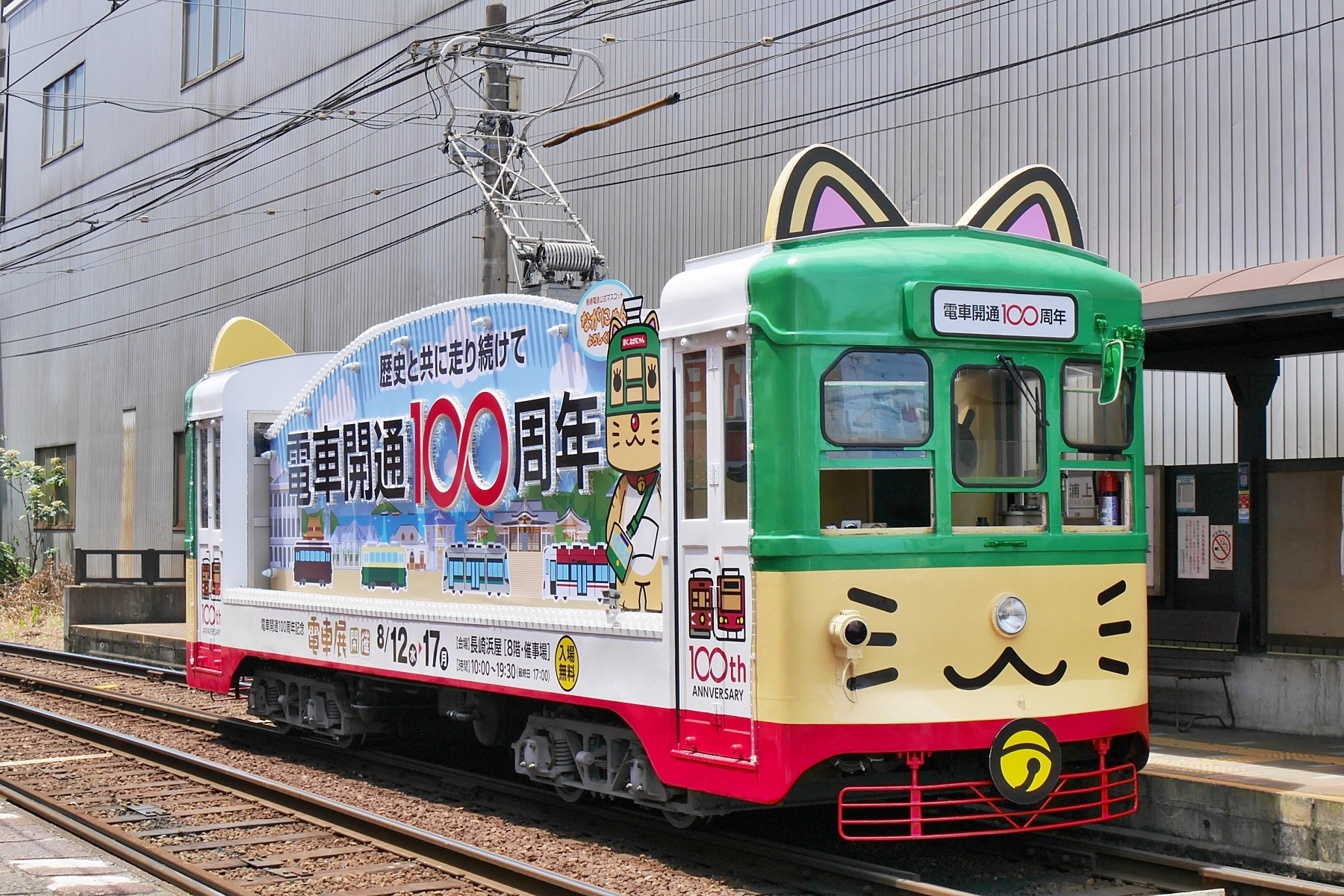
Série 87
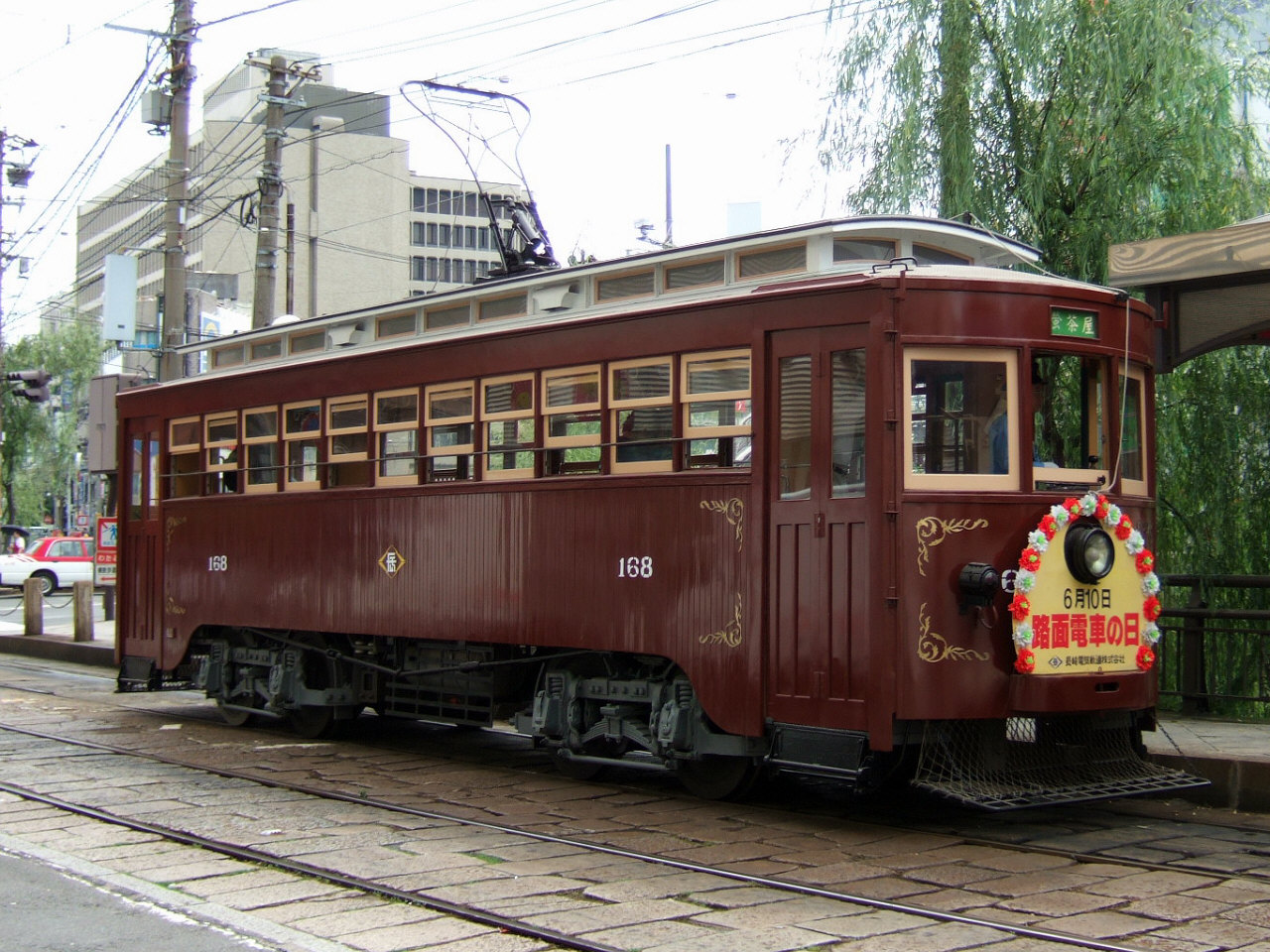
Série 160
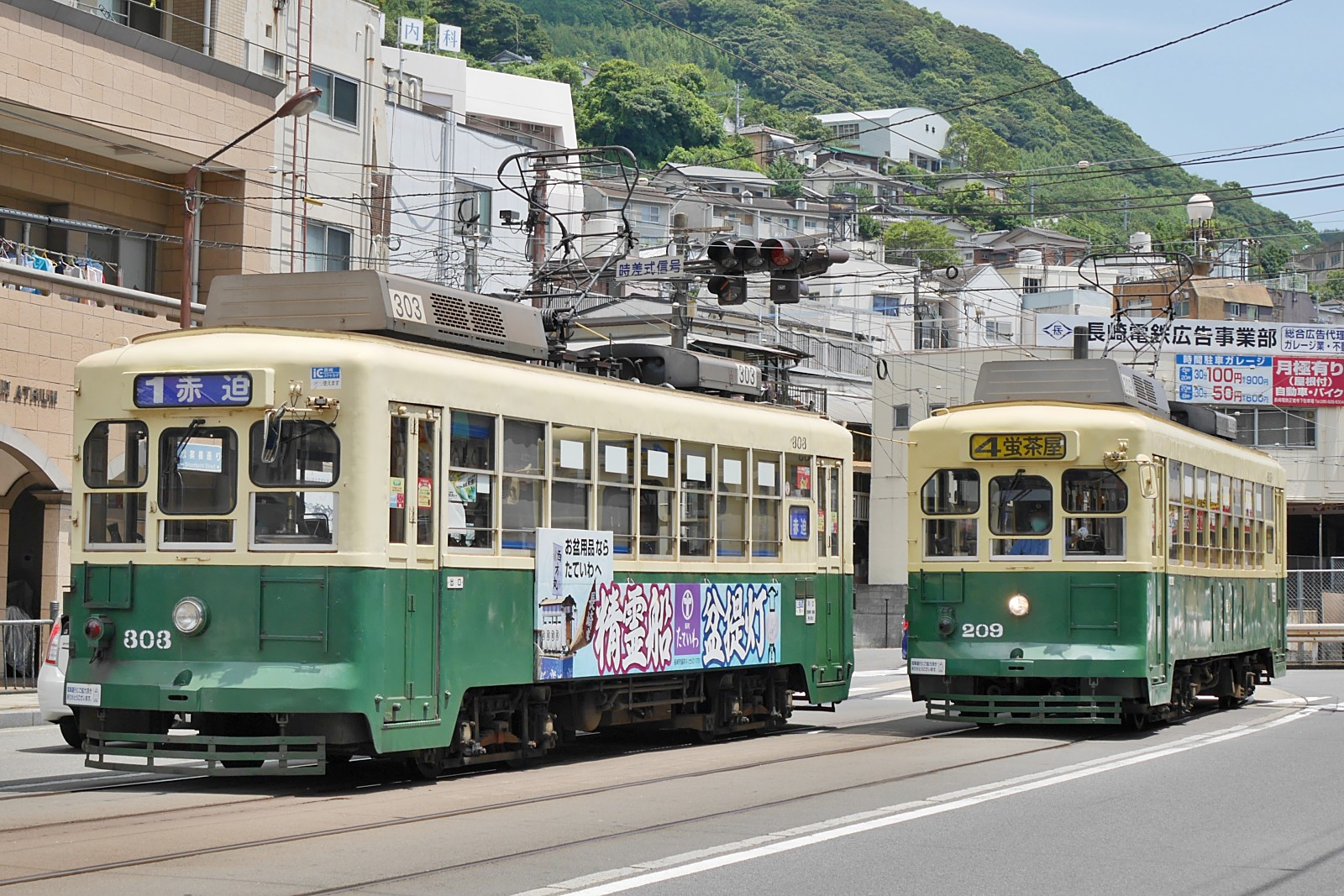
Série 200/300
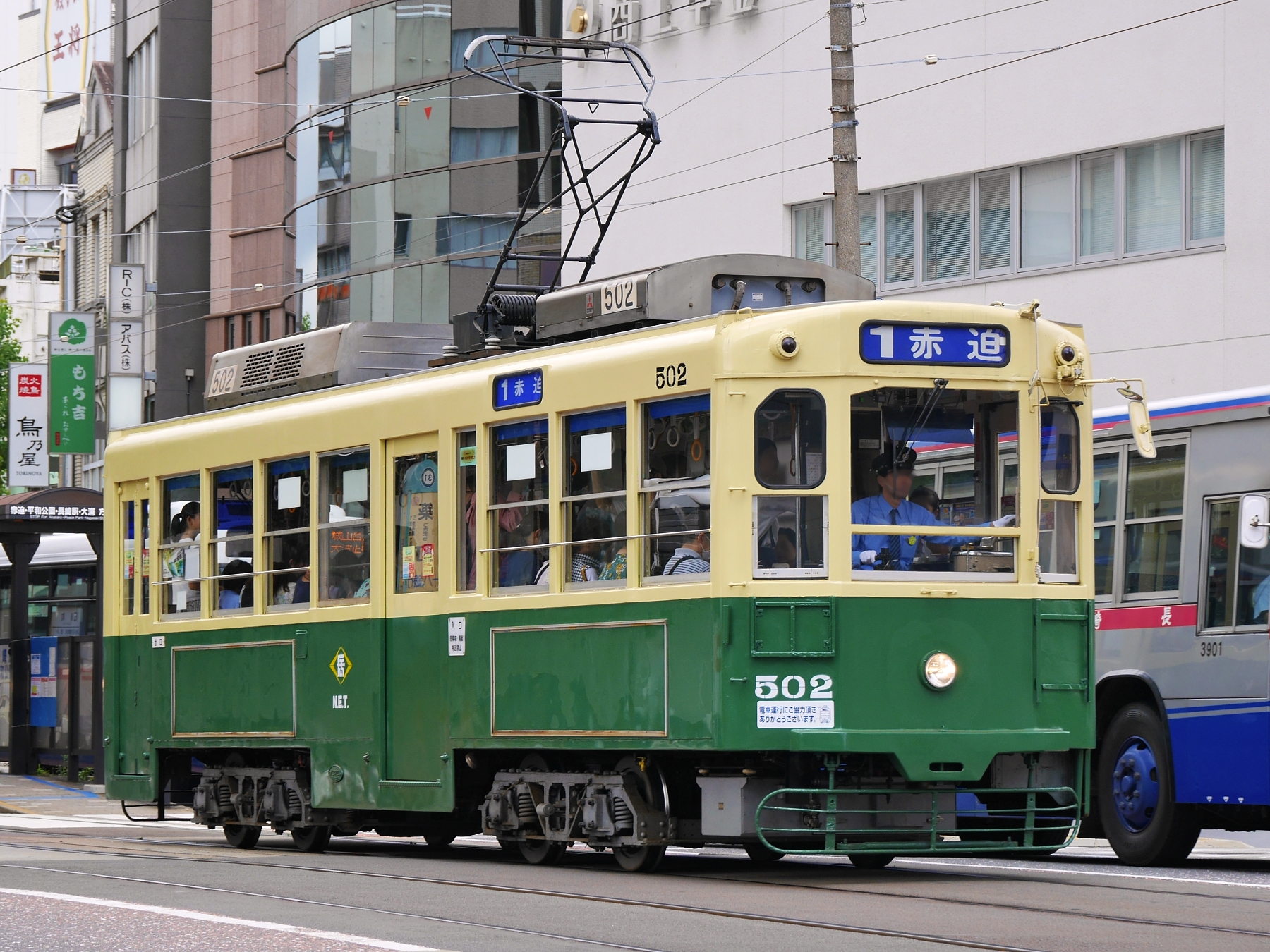
Série 500
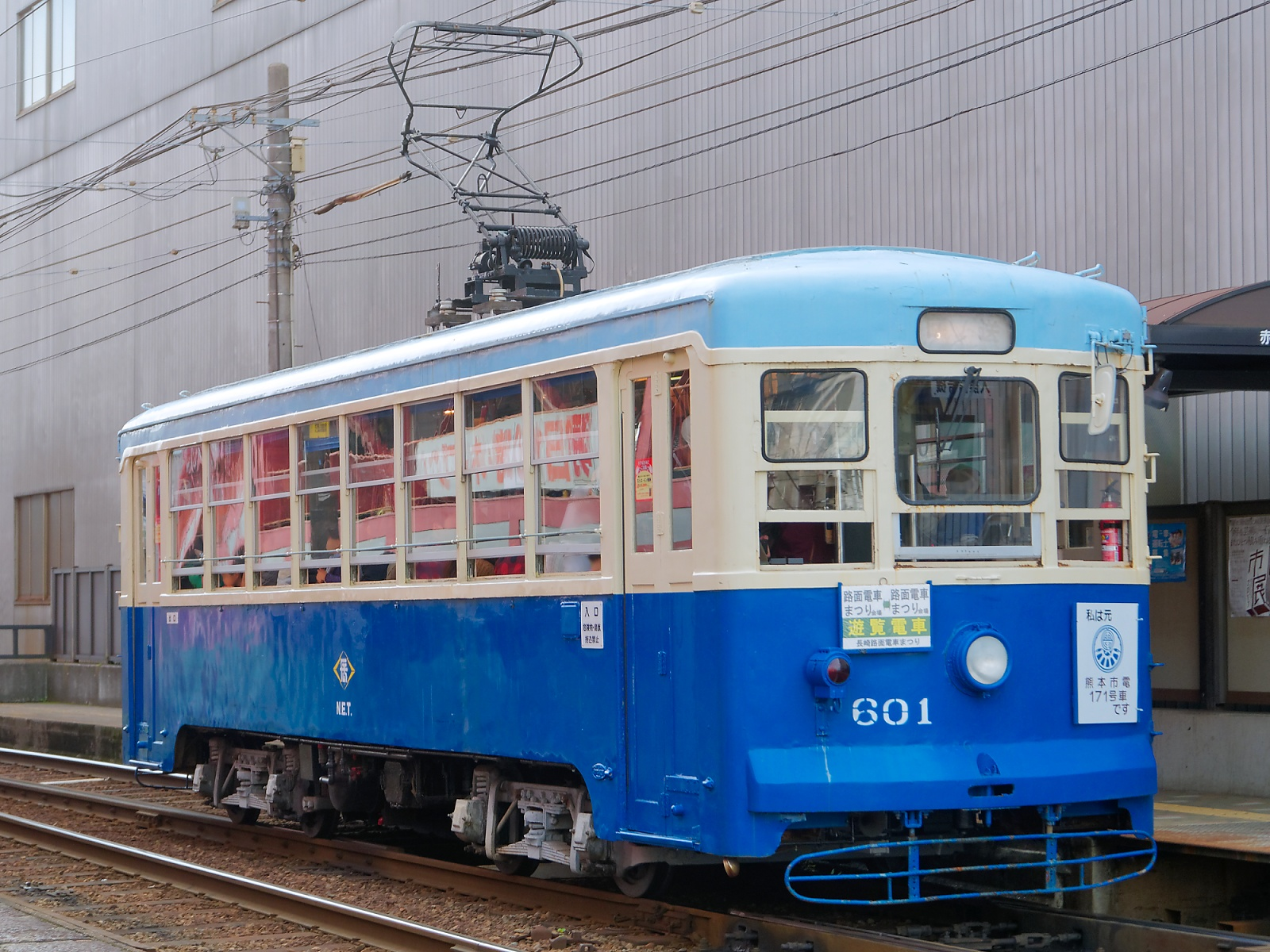
Série 600
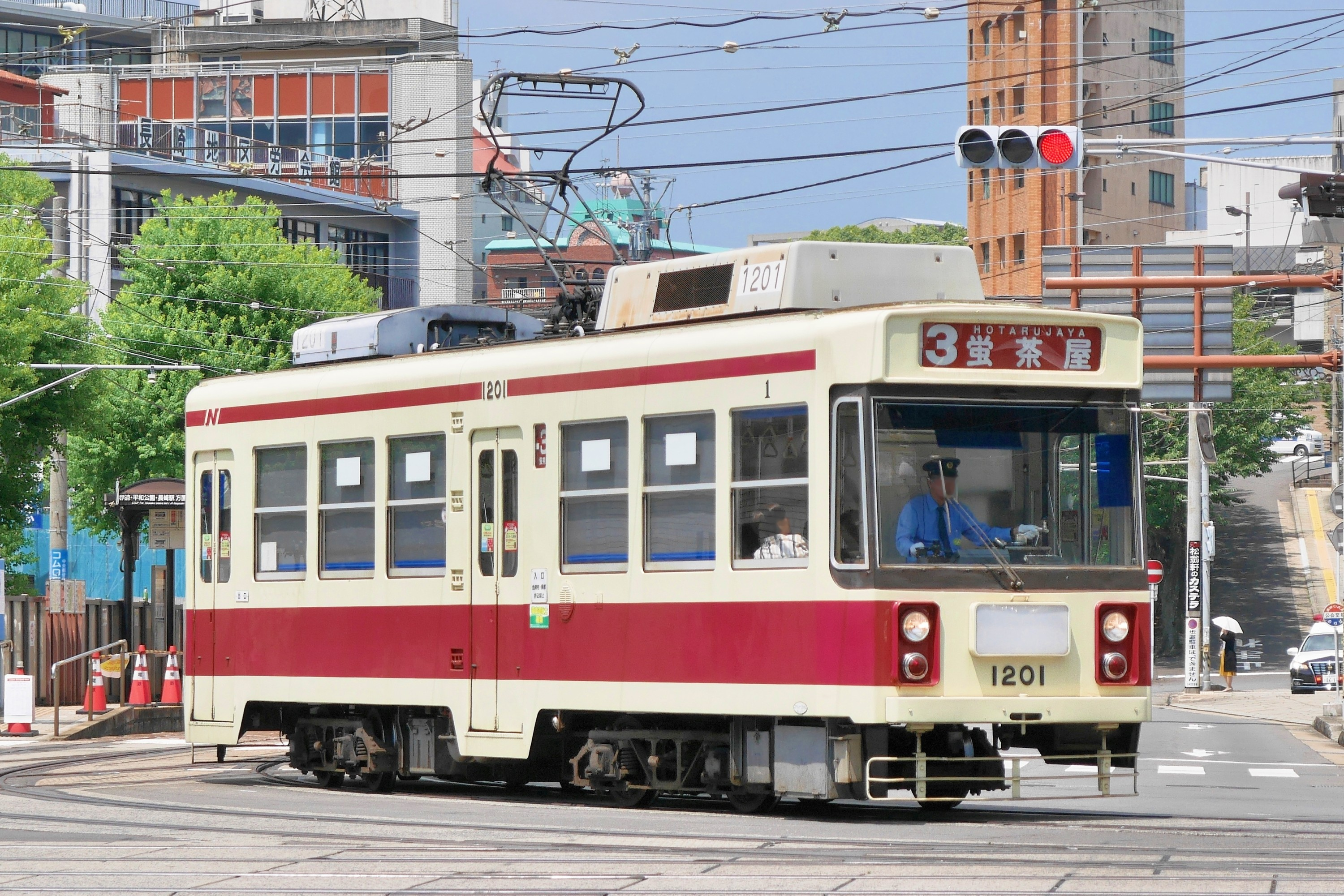
Série 1200
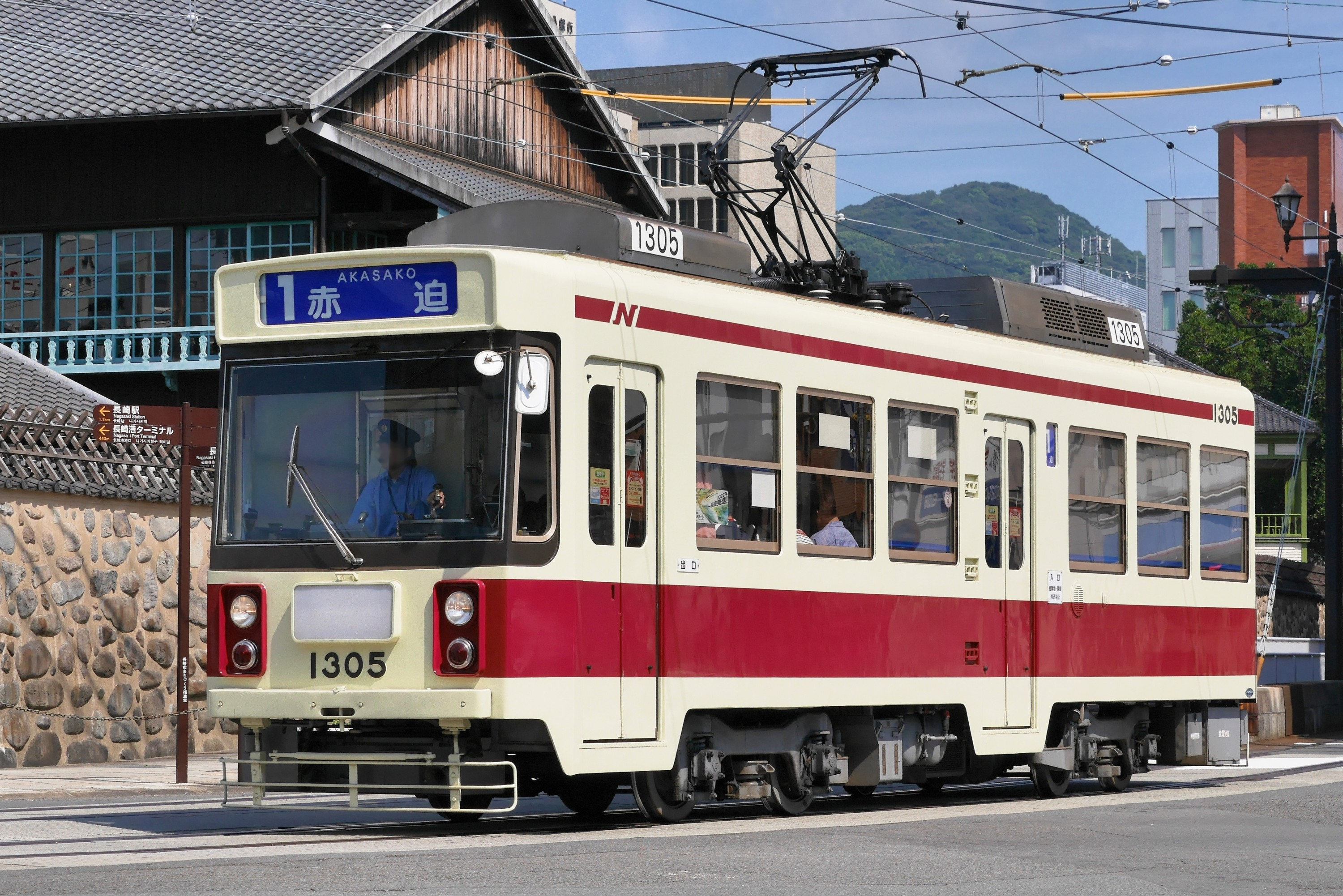
Série 1300
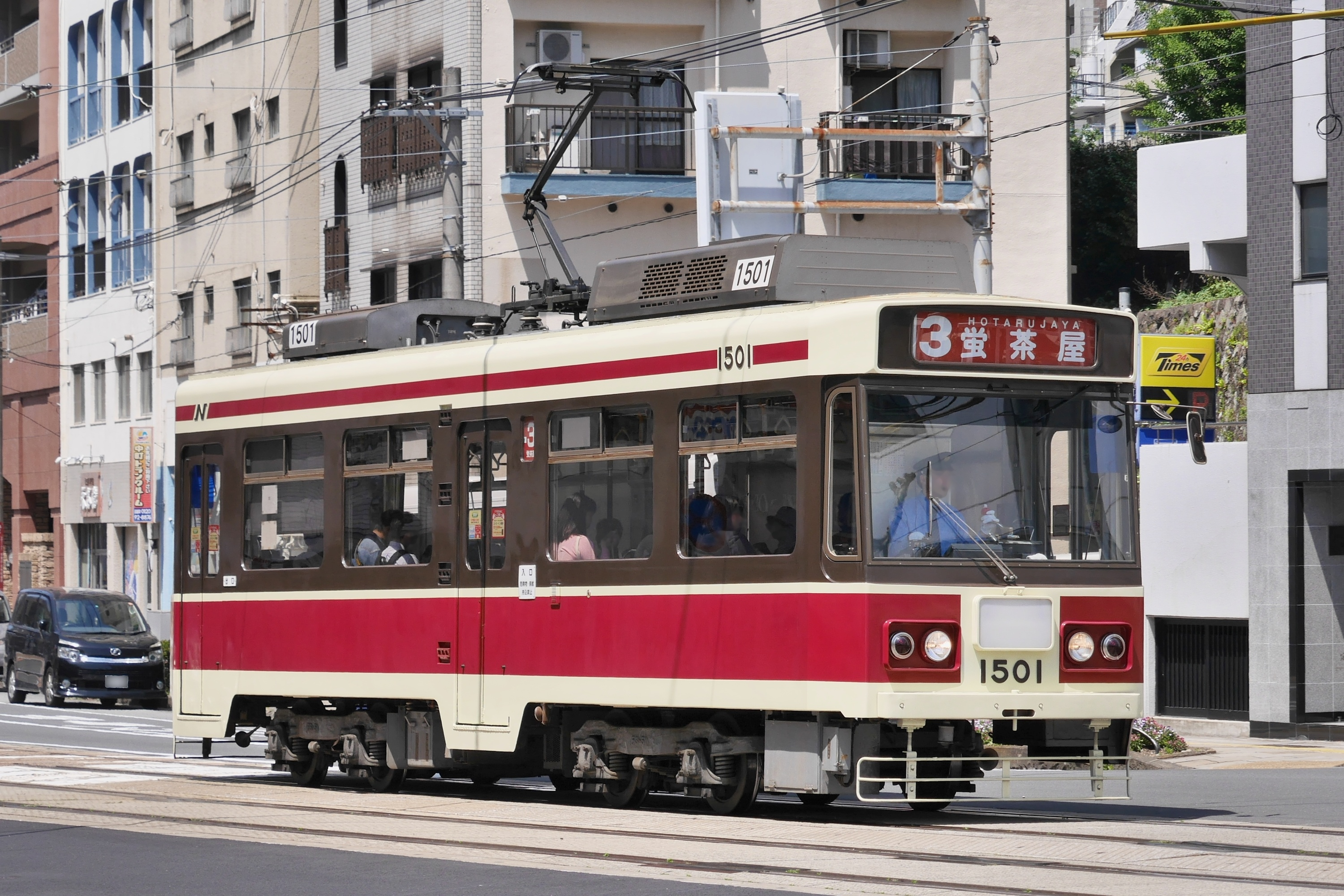
Série 1500
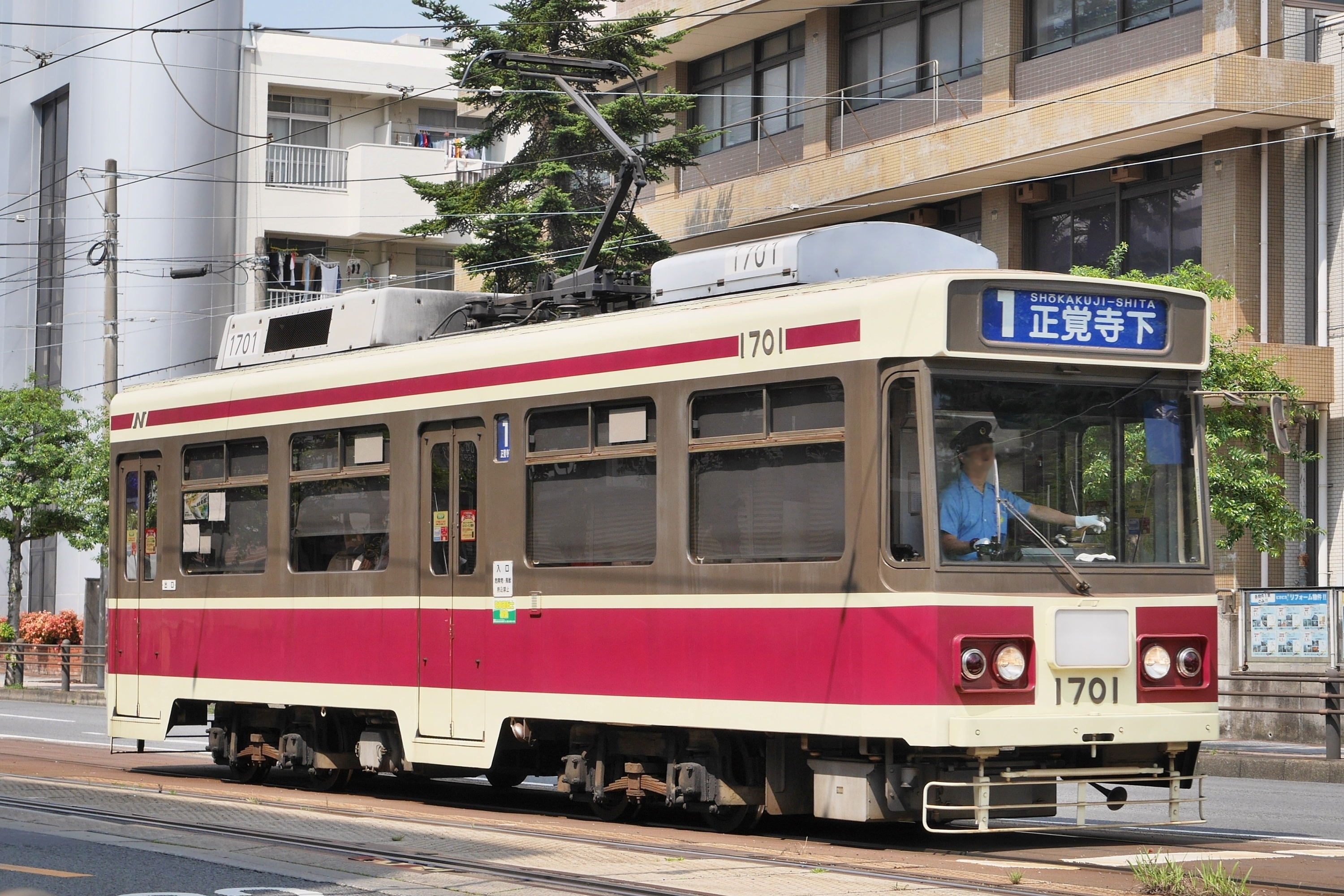
Série 1700
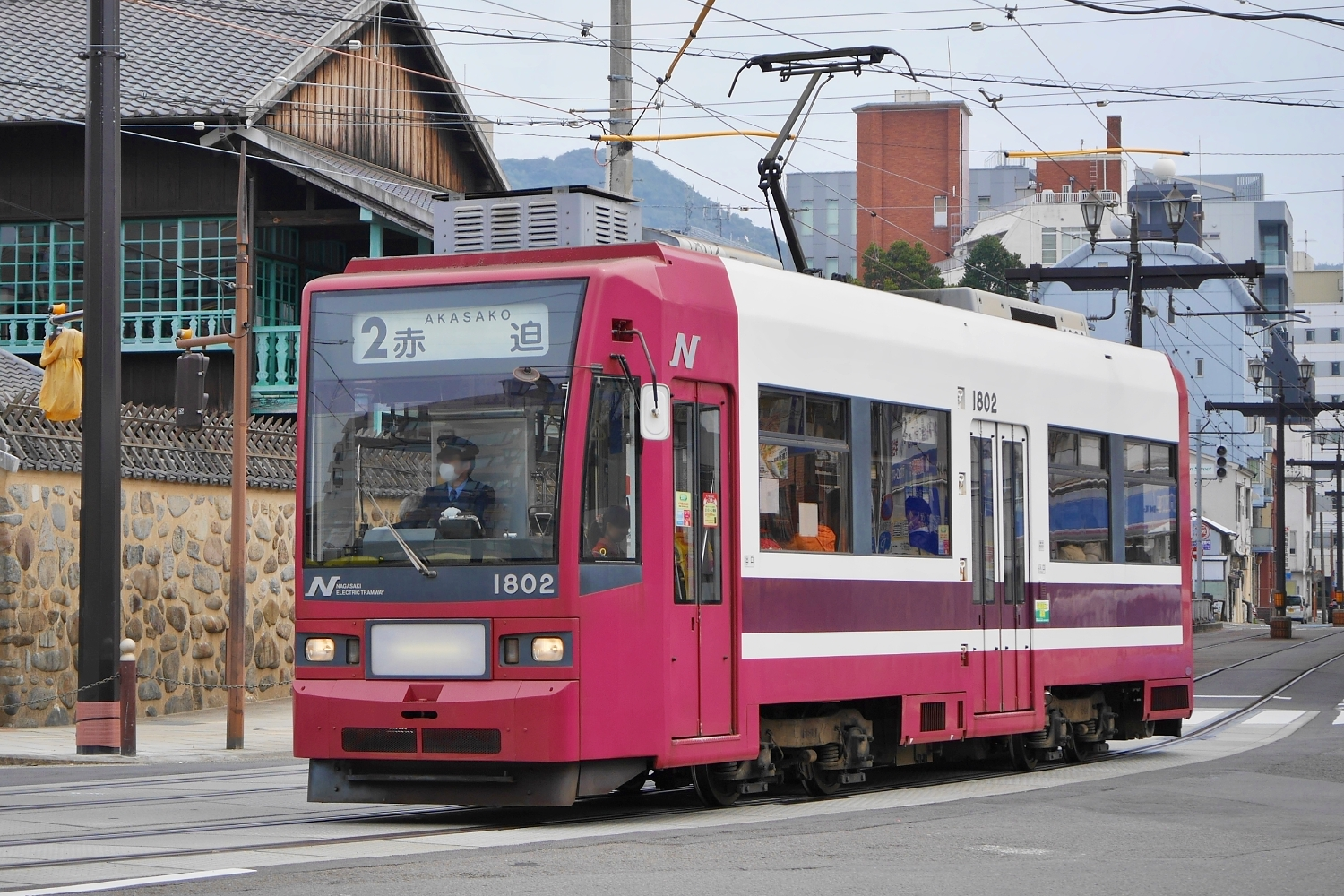
Série 1800
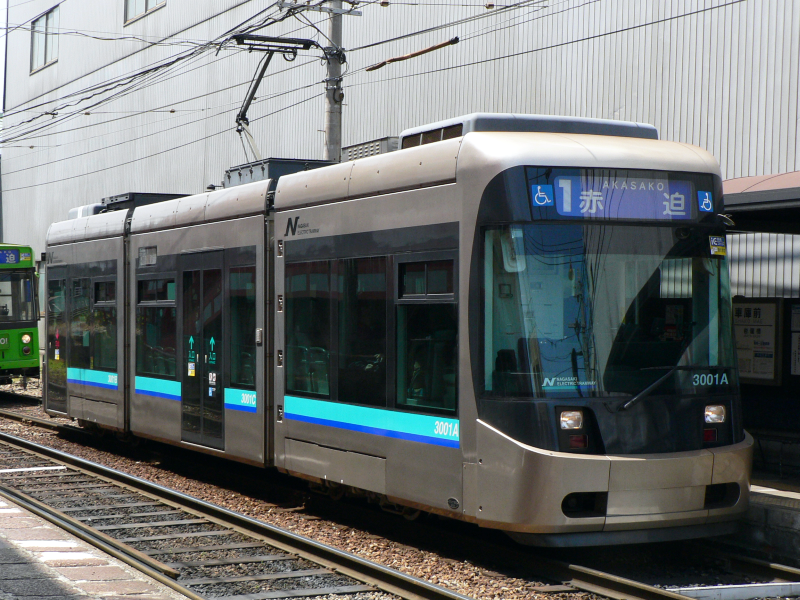
Série 3000
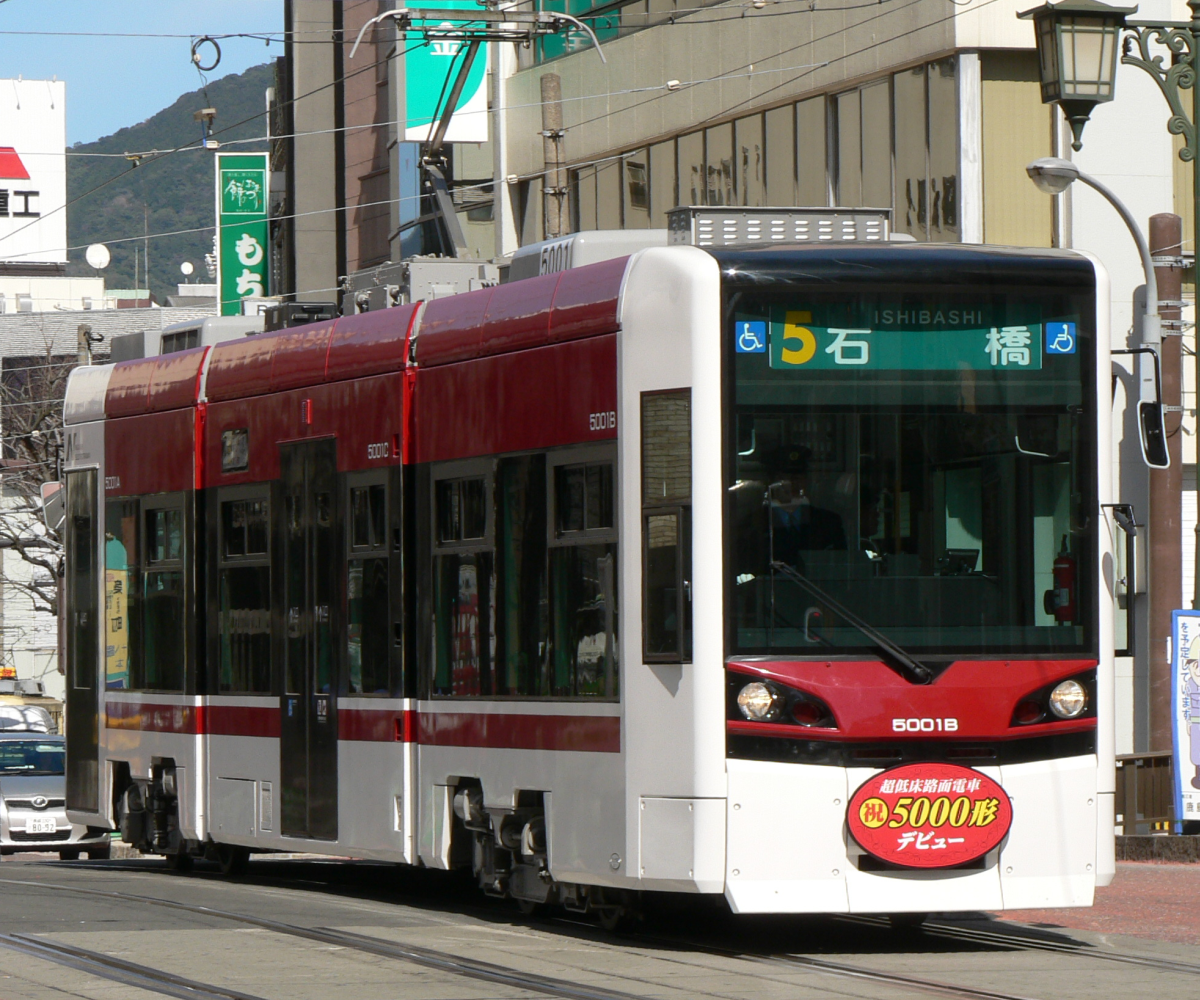
Série 5000